# МАЗ-4471
МАЗ-4471 — белорусский седельный тягач линейки четвёртого поколения автомобилей МАЗ с колёсной формулой 4 × 2, выпускающийся на Минском автомобильном заводе с 2006 года на шасси МАЗ-4370.

## Описание
За основу магистрального седельного тягача МАЗ-4471 был взят среднетоннажный грузовой автомобиль МАЗ-4370. Кабина оборудована спальным местом.
Тягач МАЗ-4471 буксирует двухосный полуприцеп МАЗ-931020, соответствующий размерам и полной массе. Высота сцепного устройства составляет 950 мм. Сам автомобиль соответствует требованиям МДП и может эксплуатироваться в зарубежных странах, например, в Германии.
Двигатель взят от немецкого производителя Deutz, хотя возможны поставки дизельных двигателей внутреннего сгорания MAN. За всю историю производства автомобиль комплектуется 6-ступенчатой механической трансмиссией ZF 6S800.

## Технические характеристики
Модификации автомобиля — МАЗ-447131 и МАЗ-447137 (см. Модификации).
- Двигатель: Deutz TCD 2013 L04 4V
- Тип двигателя: шестицилиндровый дизельный двигатель
- Мощность: 140 кВт (190 л. с.)
- Крутящий момент: 680 Н*м
- Коробка передач: ZF 6S800
- Количество передач вперед: 6
- Объём бака: 85 л
- Расход топлива: 22,2 л/100 км (при скорости 80 км/ч)
- Максимальная скорость: 85 км/ч
- Колёсная формула: 4×2

Габариты и масса
- Полная масса в составе автопоезда: 21000 кг
- Полная масса одиночного тягача: 10000 кг
- Снаряжённая масса в составе автопоезда: 8500 кг
- Грузоподъёмность: 12500 кг
- Длина: 5500 мм (в составе автопоезда 9600 мм)
- Ширина: 2500 мм
- Высота: 3450 мм
- Колёсная база: 3000 мм
- Размеры шин: 235/75R17. 5
- Объём загрузки: 60 м3

## Модификации
|                                                    | МАЗ-447131                      | МАЗ-447137            | МАЗ-4471V2     |
| -------------------------------------------------- | ------------------------------- | --------------------- | -------------- |
| Тип кабины:                                        | 2-х местная, со спальным местом |                       |                |
| Двигатель:                                         | Deutz AG BF4M 1013 FC           | Deutz TDC 2013 L04 4V | MAN D0834LFL64 |
| Мощность, кВт (л. с.):                             | 140 (190)                       | 132 (180)             |                |
| Экологичный стандарт:                              | Евро-3                          | Евро-4                | Евро-5         |
| Коробка передач (количество передач):              | ZF 6S-850 (6)                   | ZF 6S-800 (6)         | ZF 6S-800 (6)  |
| Колёсная база, мм:                                 | 3000                            |                       |                |
| Высота, мм:                                        | 950                             | 980                   |                |
| Размер шин:                                        | 235/75 R17,5                    |                       |                |
| Распределение массы и нагрузок                     |                                 |                       |                |
| Снаряжённая масса автомобиля, кг:                  | 4630                            |                       |                |
| Полная масса автомобиля, кг:                       | 10000                           |                       |                |
| на передний мост, кг:                              | 3800                            |                       |                |
| на задний мост, кг:                                | 6200                            |                       |                |
| Допустимая нагрузка, кг:                           | 5500                            | 5220                  |                |
| В составе автопоезда                               |                                 |                       |                |
| Полуприцеп                                         | МАЗ-931020                      |                       |                |
| Объём полуприцепа, м3                              | 60                              |                       |                |
| Грузоподъёмность автопоезда, кг                    | 12500                           |                       |                |
| Технически допустимая полная масса автопоезда, кг: | 21000                           |                       |                |